# Светий Флоріян
Светий Флоріян (словен. Sveti Florijan) — поселення в общині Рогашка Слатина, Савинський регіон, Словенія. Висота над рівнем моря: 316,1 м.